# بيل فيرغسون (لاعب كرة قدم أمريكية)
بيل فيرغسون (بالإنجليزية: Bill Ferguson)‏ هو لاعب كرة قدم أمريكية أمريكي، ولد في 7 يوليو 1951 في سان دييغو في الولايات المتحدة.

## وصلات خارجية
- بيل فيرغسون على موقع مرجع كرة القدم المحترفة.كوم (الإنجليزية)